# Neutrofilia

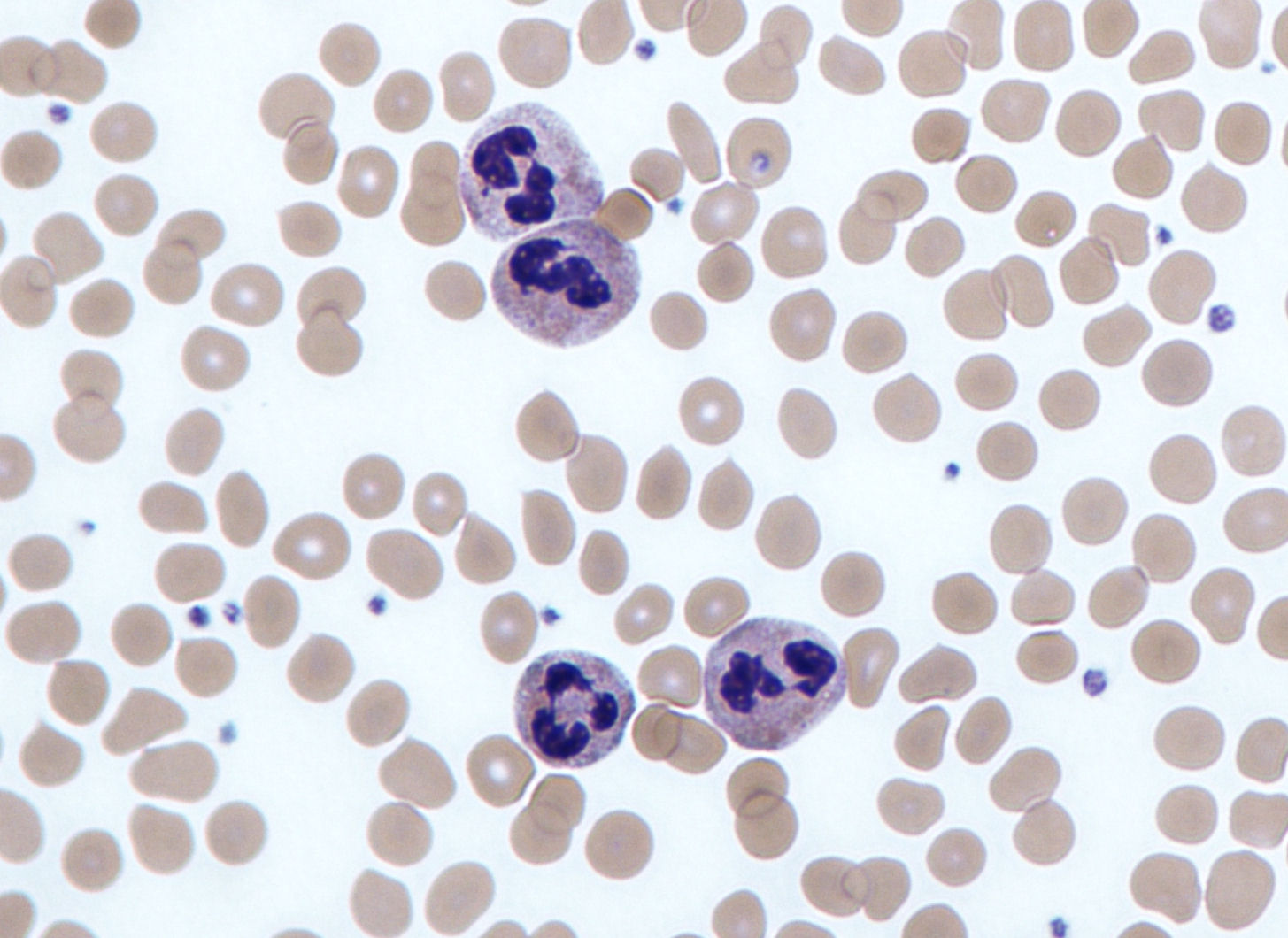
Quatro neutrófilos em um esfregaço de sangue visto ao microscópio.

Neutrofilia é a condição na qual uma pessoa possui no sangue um número aumentado de granulócitos neutrófilos (um tipo de glóbulos brancos). Como os neutrófilos representam o maior número de leucócitos (40 a 70%) e granulócitos (mais de 90%) uma neutrofilia sempre significa leucocitose (elevado número de glóbulos brancos) e granulocitose (elevado número de granulócitos). Quando, pelo contrário, o número de neutrófilos é menor que o normal fala-se em neutropenia.
A Neutrofilia pode ser detectada com um hemograma completo ou com um leucograma. O valor exato que define a neutrofilia depende de muitos fatores (idade, saúde, gravidez, precisão do hemograma do laboratório...). Em um adulto pode ser mais de 70-75% de neutrófilos (valor relativo) ou maior que 10,000 por mm3 de sangue (valor absoluto).

## Características
A neutrofilia frequentemente é acompanhada de febre, dor e mal estar, resultante da liberação de pirogênios pelos leucócitos.
Outros aspectos característicos da neutrofilia reacional podem incluir: desvio à esquerda, isto é, aumento do número de bastonetes e presença ocasional de células mais primitivas, como metamielócitos e mielócitos; presença de granulação tóxica e corpúsculos de Döhle no citoplasma e aumento do escore de fosfatase alcalina nos neutrófilos.
Uma neutrofilia severa com desvio à esquerda pode ser uma leucemia, uma reação leucemoide ou uma mielopoiese anormal transitória, como a neutrofilia auto-limitada do recém-nascido com síndrome de Down.

## Causas
Os neutrófilos são os primeiros glóbulos brancos a responder a uma infecção bacteriana, portanto a causa mais comum de neutrofilia são as infecções bacterianas (especialmente bactérias piogênicas, localizadas ou generalizadas).
A quantidade de neutrófilos também aumenta em caso de:
- Inflamação,
- Micose profunda,
- Necrose de tecido (por exemplo: infarto ou veneno),
- Doença metabólica,
- Queimaduras,
- Neoplasias de todos os tipos,
- Hemorragia ou hemólise agudas,
- Fármacos (como corticosteróides, adrenalina ou lítio),
- Leucemia mielóide crônica,
- Síndrome mieloproliferativa,
- Tratamento com fatores mielóides de crescimento,
- Raros distúrbios genéticos,
- Asplenia (ausência do baço).

Um valor maior que 10.000/mm3 também pode ser fisiológica como:
- Na infância e adolescência
- Exercício físico prolongado
- Habitar em grandes alturas
- Durante gravidez e puerpério imediato
- Estresse físico ou emocional
- Aumento excessivo da temperatura ambiente